# Йохан VII (Хоя)
Йохан VII фон Хоя (на немски: Johann VII von Hoya; † 11 юни 1535, Фюн, Дания) е граф на Хоя и военачалник в Любек и Швеция.

## Биография
Той е син на граф Йобст I фон Хоя (1466 – 1507) и съпругата му Ерменгард фон Липе (1469 – 1524), дъщеря на Бернард VII фон Липе († 1511) и графиня Анна фон Холщайн-Шауенбург († 1495). Брат му Йобст II (1493 – 1545) е от 1511 г. граф на Хоя, а брат му Ерих IV († 1547), получава частичното графство Щолценау.
През 1524 г. Йохан VII отива в Швеция и на 15 януари 1525 г. се жени в Стокхолм за Маргарета Ериксдотер Васа, вдовица на Йоаким Брахе († 1520, Стокхолмската кървава баня), дъщеря на Ерик Йохансон Васа (1470 – 1520) и Цецилия Мансдотер (1476 – 1523). Тя е сестра на шведския крал Густав I Васа (1495 – 1560). Същата година той става щатхалтер на Виборг и се отказва в полза на братята му от Графство Хоя, което му донася 16 000 кулди.
През 1533 г. Йохан VII участва в заговор против своя зет и трябва да бяга в Талин/Ревал, след това се връща в Германия. В Любек той става главен военачалник. С Кристоф фон Олденбург се бие в Дания. При опит да окупира отново остров Фюн войската му е победена от датчаните. Йохан VII и много от привържениците му са убити в битката на 11 юни 1535 г.

## Деца
Йохан VII фон Хоя има със съпругата си Маргарета Ериксдотер Васа (* 1497; † 31 декември 1536 в Талин/Ревал в Естония) децата:
- Йохан VIII фон Хоя (1529 – 1574), като Йохан IV княз-епископ на Оснабрюк, като Йохан III епископ на Мюнстер и от 1568 г. като Йохан II администратор на княжеското епископство Падерборн
- Йобст, коадютор на Кьолн (пленен от Франц фон Хале и умира в затвора)[4][5]